# 鹅
鹅又称家雁，是經人类驯化的兩種雁之通稱，屬於家禽。東亞的鵝為馴化的鸿雁，歐洲、西亞與北非的鵝則為馴化的灰雁，其肉、蛋與絨羽皆為人類取用。據統計全世界一年有約7億隻鵝被宰殺以供人食用。

## 特徵
所有的鵝都是用肺呼吸，用蹼划水。
从生物学的角度讲，鹅被列為是鸿雁或灰雁的驯化亚种。東亞與歐洲、西亞的家鹅起源不同，前者為馴化的鸿雁，後者則為馴化的灰雁，两者可以外形分辨，東亞鹅的喙根部有肉质瘤状突起，欧洲家鹅则没有。近代兩種鵝均廣泛分布於世界各地，並產生同时拥有二者的特征的雜交種。
查尔斯·达尔文在《动物和植物在家养下的变异》一书中提到鵝馴化的歷史非常古老，早在荷马史诗就已有鵝被馴化的紀錄，而在古罗马时代的神庙里，也有人類饲养家鹅，作为奉献给神的犧牲。此外还有人根据古埃及笔画遗留下来的资料，认为在公元前2000年左右，埃及就成功地驯化了家鹅。
中国古籍莊子《南華經》中有记载：“命竖子杀雁而烹之，竖子请曰，其一能鸣其一不能鸣，请奚杀。主人曰：杀不能鸣者”说明在公元前400年以前中国就已经有成熟的家鹅驯养技术了。

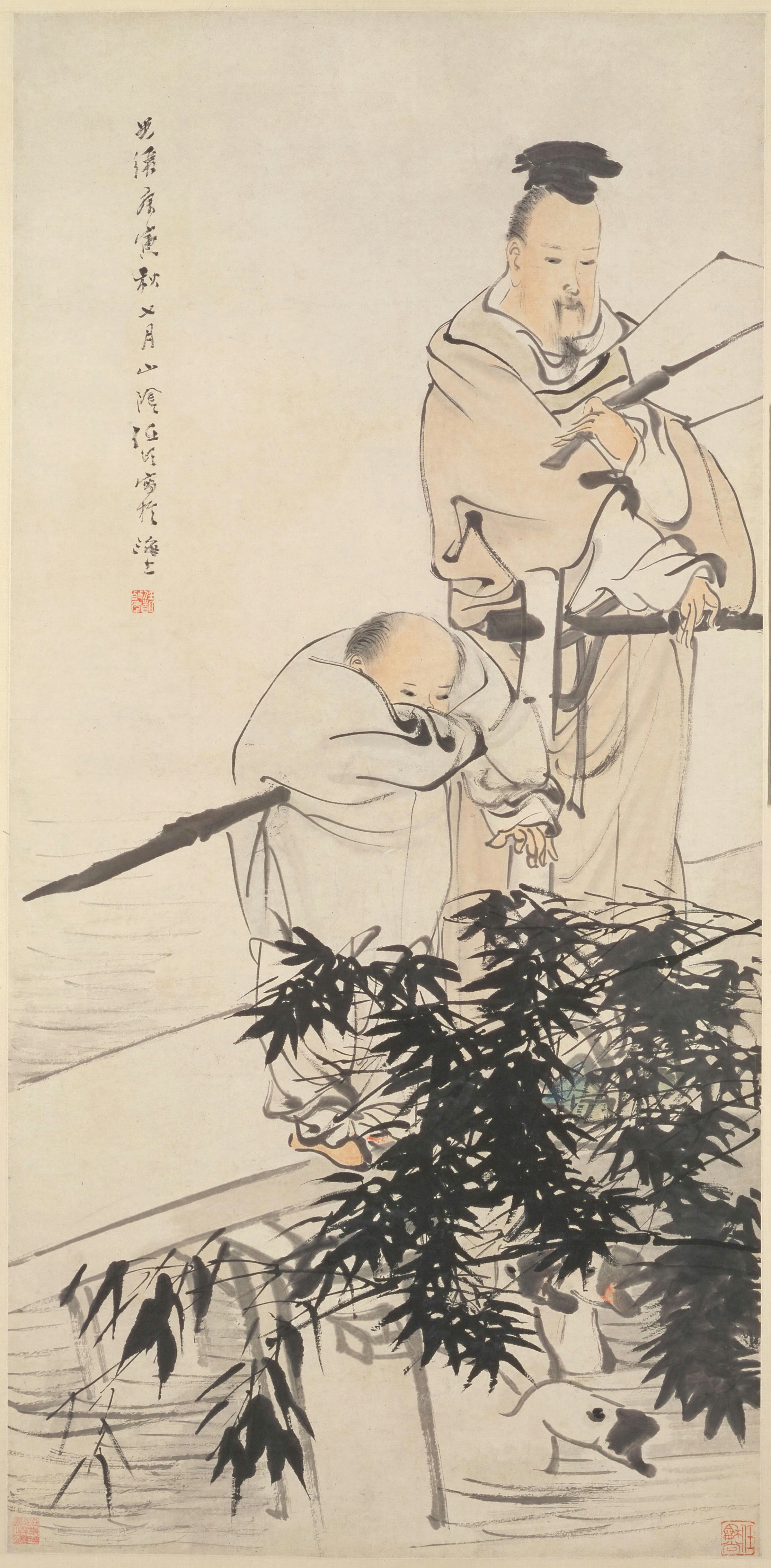
清代画家任伯年绘《羲之爱鹅图》

晉朝大書法家王羲之喜歡觀賞鵝的姿態，《晉書·王羲之傳》記一事：“（羲之）愛鵝，會稽有孤居姥養一鵝，善鳴。求市未能得，遂攜親友命駕就觀。姥聞羲之將至，烹以待之，羲之嘆惜彌日。”金代有皇帝猎鹅的記載。

## 馴化
鵝是人类饲养的主要家禽之一。

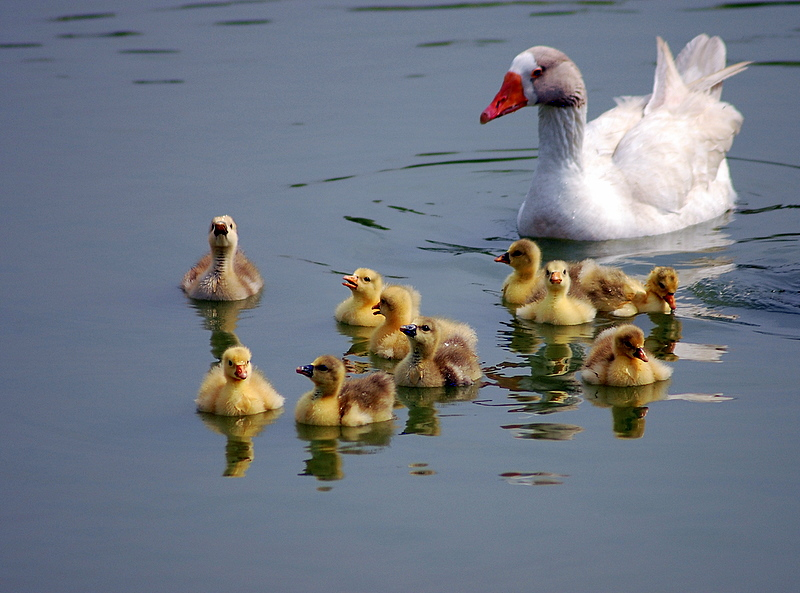
鵝與幼鹅

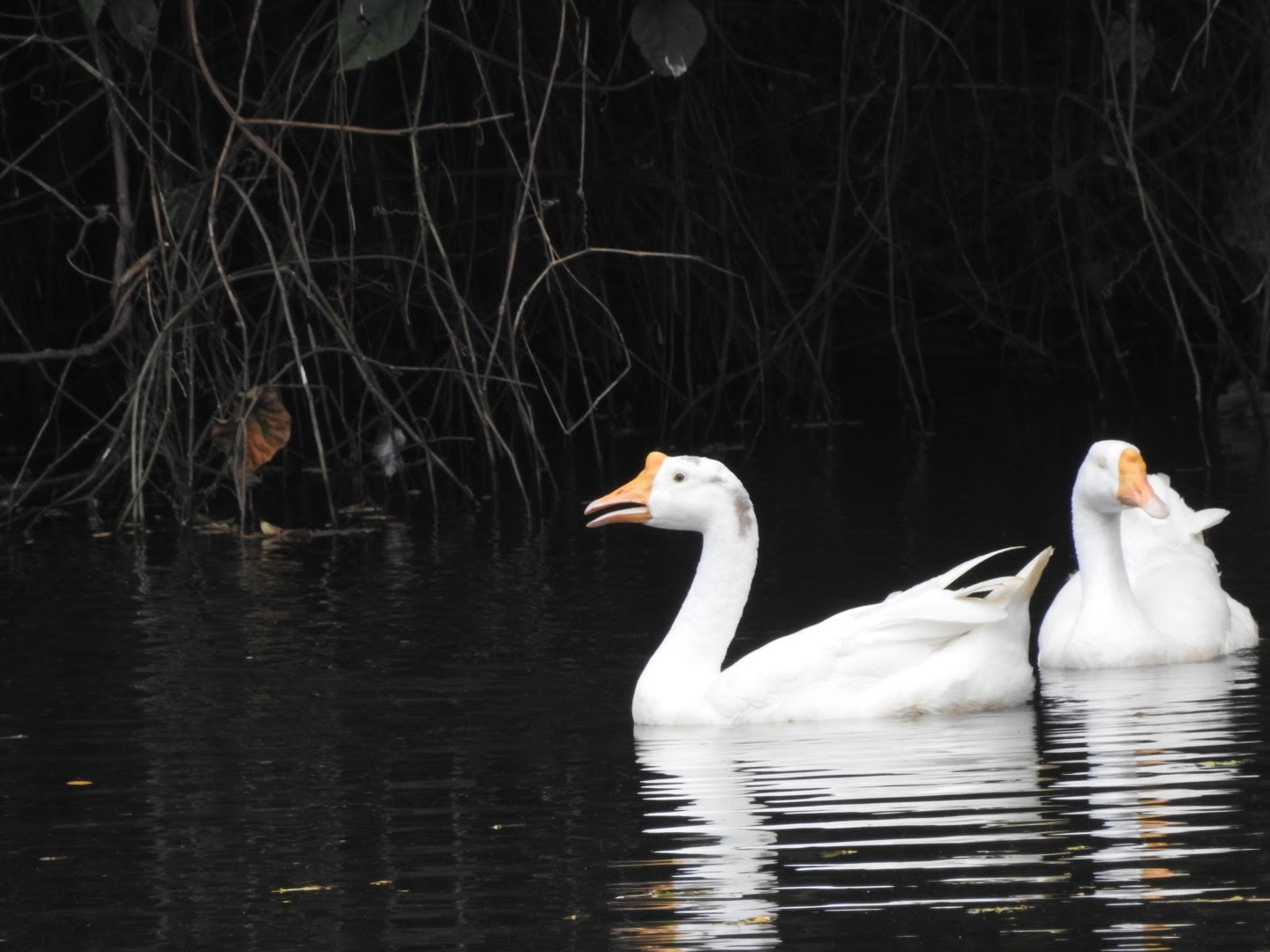
两只鸿雁型的中国家鹅正在游泳

- 鵝肉是備受歡迎的菜餚之一。明代筆記中有關於食用鵝掌的记载：“昔有一人，善制鹅掌。每豢养肥鹅將殺，先熬沸油一盂，投以鹅足，鹅痛欲绝，则纵之池中，任其跳躍。已而复擒复纵，炮瀹如初。若是者数回，则其为掌也，丰美甘甜，厚可经寸，是食中异品也。”

顧公燮《消夏閑記摘抄》卷上亦載：“雲間葉映榴好食鵝掌。以鵝置鐵楞上，浸火烤炙﹔鵝跳唬不已，以醬油醋飲之。少焉鵝斃，僅存 皮骨，掌大如扇，味美無倫。”
- 鵝蛋

- 鵝羽毛

## 軼事
“鵝”的異體字有“鵝”“䳘”“鵞”“䳗”，是一個能夠上下左右變換構件位置而不改變意義的漢字。
中国民间传说鵝為“發物”，會使一些疾病發作。有传说明代開國功臣徐達功高震主，朱元璋懼之。徐達患有背疽，忌吃河鵝，朱元璋偏賜蒸鵝全宴予徐，明朝規定賜宴必須即時食、全食。徐達知朱元璋的意思，流淚把鵝肉喫完，不久毒發而亡。

## 延伸阅读
[在维基数据编辑]
 《欽定古今圖書集成·博物彙編·禽蟲典·鵝部》，出自陈梦雷《古今圖書集成》

## 外部連結
- 鵝品種介紹（页面存档备份，存于）
- 中華民國養鵝協會（页面存档备份，存于）